# Docteur Jekyll et Mister Hyde (film, 1941)

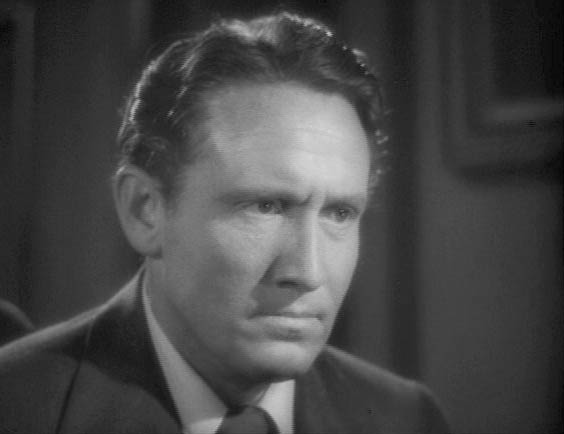
Spencer Tracy

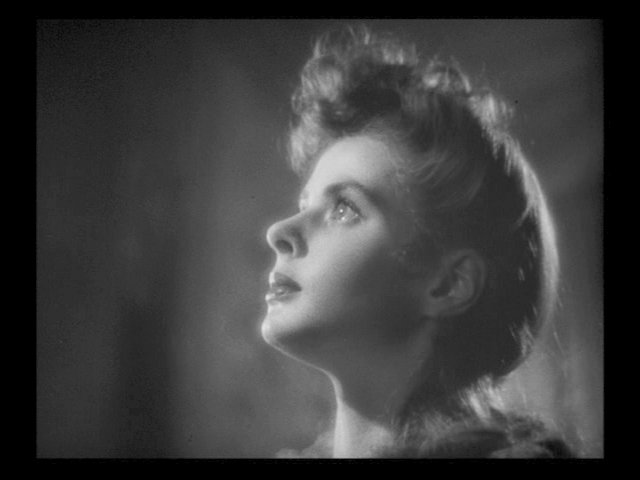
Ingrid Bergman

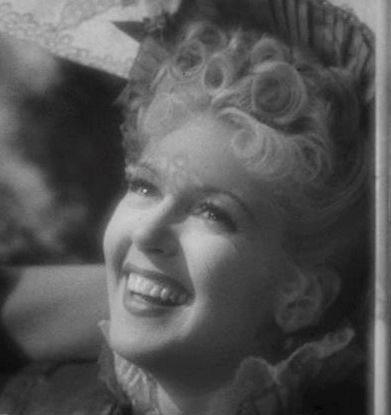
Lana Turner

Pour les articles homonymes, voir Docteur Jekyll et Mister Hyde.
Pour plus de détails, voir Fiche technique et Distribution.
Docteur Jekyll et Mister Hyde (Dr. Jekyll and Mr. Hyde) est un film américain réalisé par Victor Fleming, sorti en 1941. Il s'agit d'une adaptation du célèbre roman de Robert Louis Stevenson, L'Étrange Cas du docteur Jekyll et de mister Hyde. Le rôle du docteur Jekyll est joué par Spencer Tracy.

## Synopsis
Londres. Le docteur Jekyll, jeune et brillant médecin, est fiancé à la jolie Beatrix Emery. Ses recherches sur la dualité du Bien et du Mal chez l’homme et son désir de dissocier ces tendances l’accaparent complètement. Ses théories ne font pas l’unanimité auprès de ses confrères plus conservateurs. Le père de Beatrix, Sir Charles Emery, mécontent du non-conformisme de Jekyll et de son impatience à épouser sa fille décide d’éloigner celle-ci pendant un temps, afin de mettre à l’épreuve leurs liens réciproques. Un soir, Jekyll accompagné de son ami, le docteur John Lanyon, sauve d’une agression la belle Ivy Peterson, une serveuse de bar, et la raccompagne chez elle. Reconnaissante, elle fait des avances à Jekyll qui est profondément troublé. 
Après de longues recherches cloîtré dans son laboratoire, Jekyll se décide à expérimenter sur lui-même un breuvage qu’il a mis au point. Il sombre alors dans un état semi-conscient peuplé de visions fantasmagoriques et se transforme en une créature maléfique qu’il baptise « mister Hyde ». Cet opposé de sa personnalité, d’une sauvagerie incontrôlable, va désormais arpenter tous les soirs les ruelles mal famées de Londres, soucieux de satisfaire ses instincts violents. Il retrouve Ivy et en fait une maîtresse soumise qu'il terrorise jusqu'au moment où Ivy décide d’aller voir le docteur Jekyll pour se confier sur les tortures physiques et morales qu’elle subit et solliciter son aide. Lui ayant promis que Hyde ne la tourmentera jamais plus, Jekyll décide de mettre fin à ses expériences.
Le retour de Beatrix va l’aider à se sortir de ses obsessions, Sir Charles Emery acceptant enfin leur mariage. Mais un soir, Jekyll se métamorphose malgré lui, le processus s’étant inversé. Il se rend aussitôt chez Ivy, qui se rend compte que Jekyll et Hyde ne font qu’un, et il finit par l’étrangler. Il s’enfuit puis avoue et démontre son secret à son ami Lanyon après avoir retrouvé son apparence ordinaire sous ses yeux grâce à ses potions. Il décide d’annoncer à Beatrix qu’il n’est plus question de l’épouser. Mais ses métamorphoses ne cessent pas. Redevenu Hyde, il agresse Beatrix qui est sauvée in extremis par son père et ses domestiques, malheureusement il tue Sir Charles avec sa canne et s’enfuit à nouveau. Poursuivi par la police, il se réfugie dans son laboratoire. Lanyon, accompagné de la police qu’il a informée, arrive sur les lieux et Jekyll se transforme à nouveau en Hyde sous leurs yeux ; celui-ci refuse de se rendre et, après une course-poursuite dans le laboratoire, il tente de tuer Lanyon avec un couteau, l’accusant d’avoir trahi son secret, mais Lanyon sort un pistolet et l'abat en légitime défense : au moment de mourir, Hyde retrouve son visage de Jekyll.

## Fiche technique
- Titre : Docteur Jekyll et Mister Hyde
- Titre original : Dr Jekyll and Mr. Hyde
- Réalisation : Victor Fleming
- Scénario : John Lee Mahin d'après le roman court de Robert Louis Stevenson
- Production : Victor Saville
- Société de production : Loew's et MGM
- Musique : Franz Waxman, avec la collaboration de Daniele Amfitheatrof et de Mario Castelnuovo-Tedesco
- Direction artistique : Cedric Gibbons
- Costumes : Adrian et Gile Steele
- Photographie : Joseph Ruttenberg
- Montage : Harold F. Kress
- Maquillage : Jack Dawn
- Format : noir et blanc - son mono (Western Electric Sound System)
- Pays d'origine : États-Unis
- Langue : anglais
- Genre : film fantastique
- Durée : 113 minutes
- Date de sortie :
  - États-Unis : 12 août 1941 à New York
- Affiche : Roger Soubie (France)

## Distribution

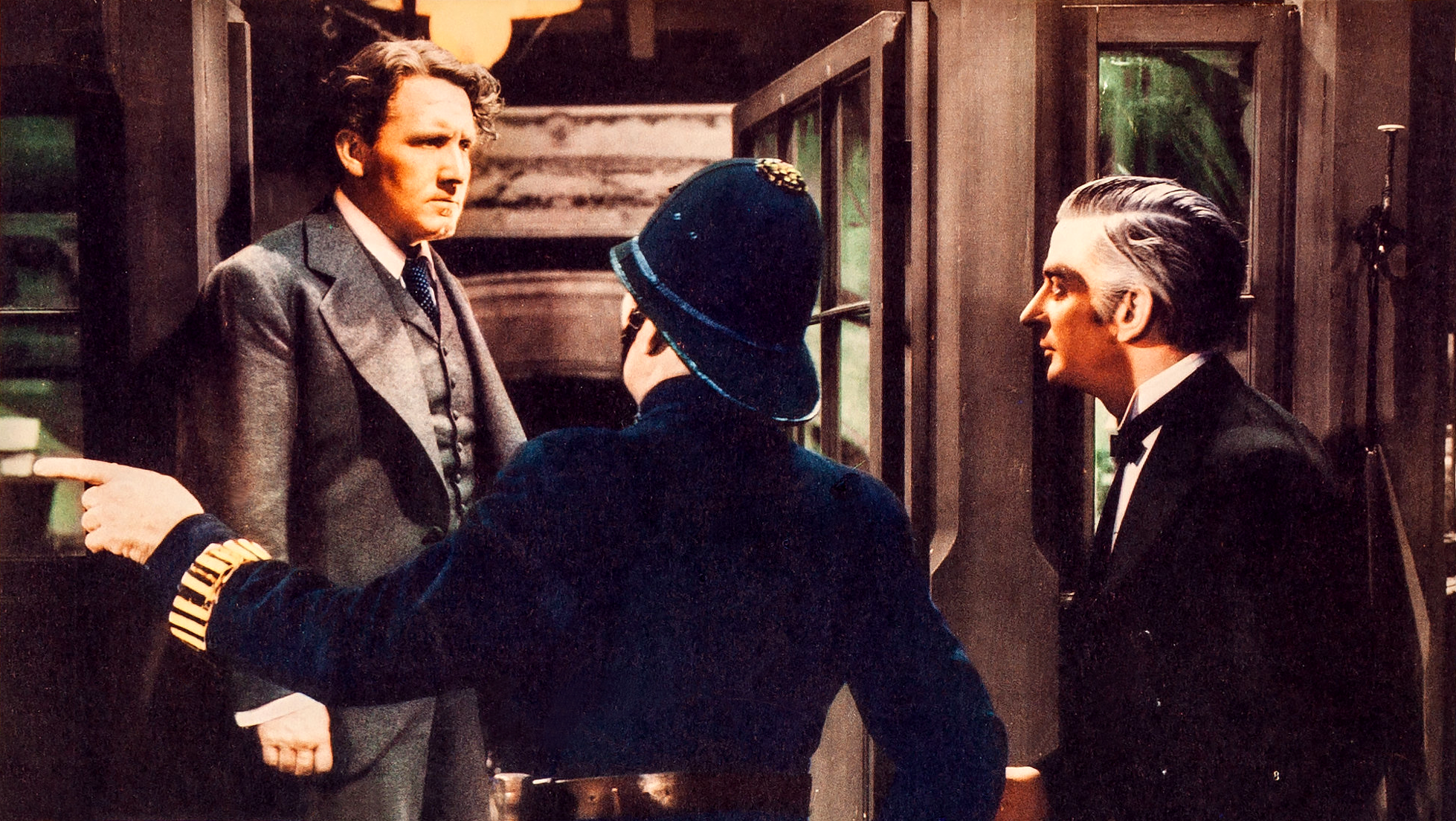

- Spencer Tracy (VF : Serge Nadaud) : le docteur Henry Jekyll / mister Hyde
- Ingrid Bergman (VF : Paula Dehelly) : Ivy Peterson, une serveuse de bar
- Lana Turner (VF : Lucienne Doridge) : Beatrix Emery, la fiancée du docteur Jekyll
- Donald Crisp (VF : Jacques Berlioz) : Sir Charles Emery, le père veuf de Beatrix
- Ian Hunter (VF : Jean-Henri Chambois) : le docteur John Lanyon
- Barton MacLane (VF : Georges Hubert) : Sam Higgins
- Peter Godfrey (VF : Maurice Porterat) : Poole, le domestique de Jekyll
- C. Aubrey Smith (VF : Antoine Balpêtré) : l'évêque
- Sara Allgood : Mme Higgins, la femme de Sam
- Frederic Worlock : le docteur Heath, médecin-chef de l'hôpital
- Lumsden Hare : le colonel Weymouth
- Lawrence Grant : le docteur Courtland
- William Tannen : l'interne Fenwick
- Frances Robinson : Marcia, l'amie d'Ivy
- Denis Green : Freddie, le fiancé de Marcia
- Billy Bevan : Weller, le gardien
- Forrester Harvey : le vieux Prouty
- John Barclay : un policier

Et, parmi les acteurs non crédités :
- Jimmy Aubrey : le factotum
- Hillary Brooke : Mme Arnold
- Herbert Clifton : le mécanicien de manœuvre
- Mary Field : l'épouse
- Frank Hagney : un ivrogne
- Brandon Hurst : Briggs, le majordome de Lanyon
- Olaf Hytten : Hobson
- Colin Kenny : un policier
- Claude King : l'oncle Geoffrey
- Doris Lloyd : Mme Marley
- Aubrey Mather : un inspecteur
- Lionel Pape : mister Marley
- Milton Parsons : le chef de chœur